# Maple Leaf (linka)

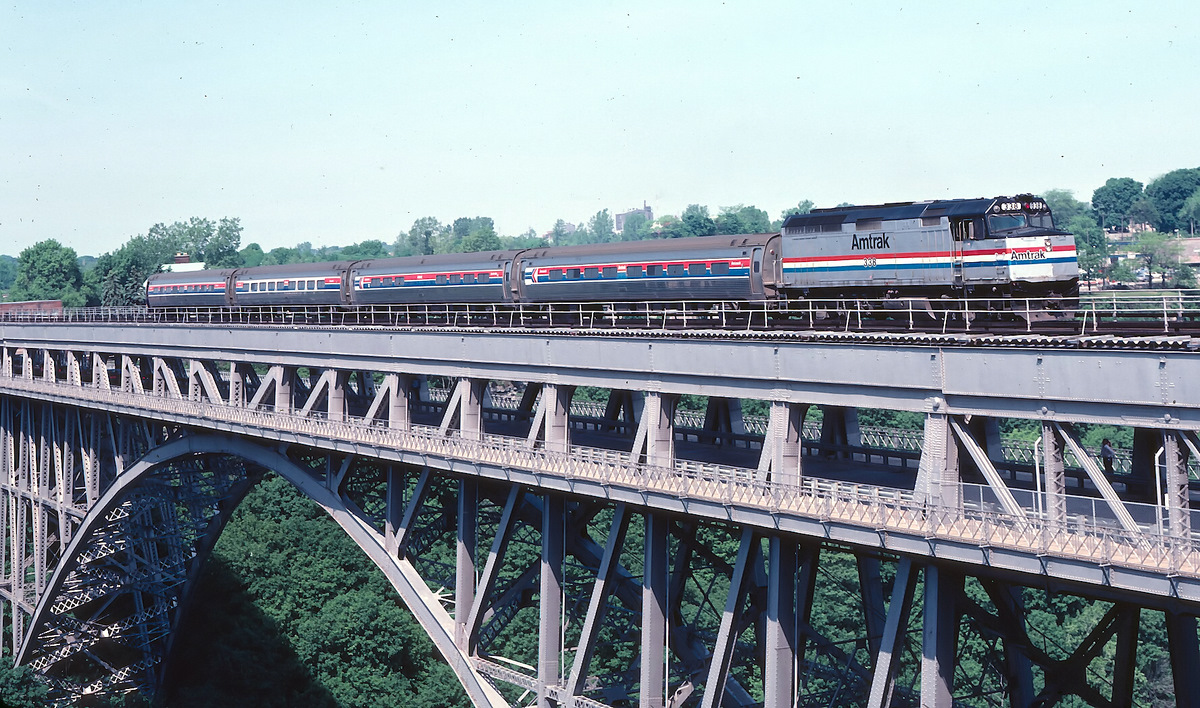
Most Whirpool bridge

Maple Leaf je 845 kilometrů dlouhá linka osobní železniční dopravy, kterou společně provozují společnosti Amtrak a Via Rail. Linka vede z Pennsylvania Station v New Yorku do stanice Union Station v Torontu. Jízdní doba je přibližně 12 hodin, z toho jsou ale dvě hodiny strávené na hraničním přechodu Niagara Falls mezi USA a Kanadou.

## Historie
Původní linka s názvem Maple Leaf byla na trati mezi Chicagem a Torontem a provozovala ji společnost Grand Trunk Western Railraod. Její provoz byl ukončen v roce 1961. Nové spojení mezi New Yorkem a Chicagem zahájilo provoz v roce 1981 a bylo jedním z pilotních projektů spolupráce amerického Amtraku a kanadských železnic. 